# 大興巴士總站

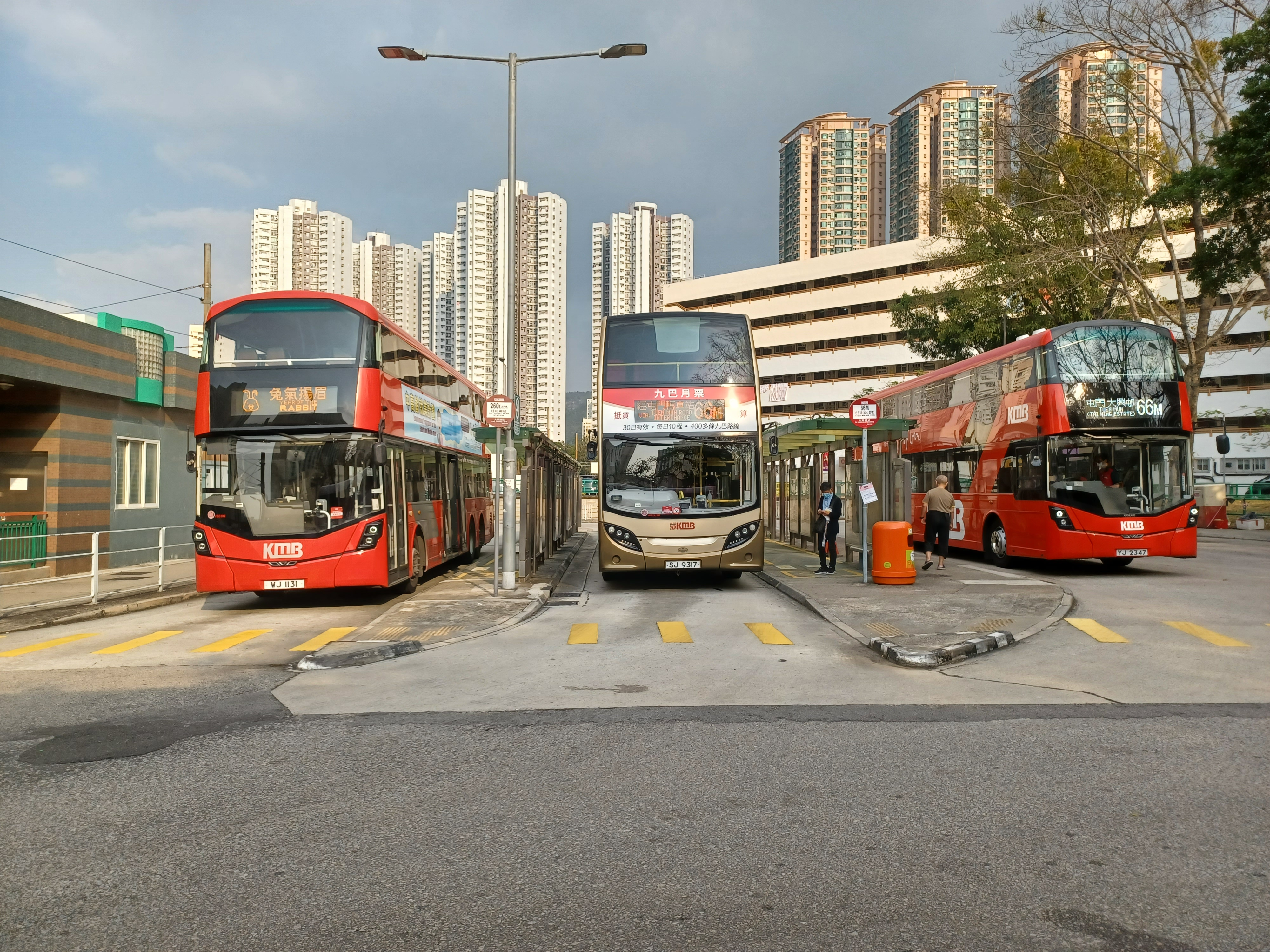
大興巴士總站

大興巴士總站（英語：Tai Hing Bus Terminus）位於香港新界屯門大方街大興邨內，鄰近輕鐵大興（南）站，現時有3條巴士路線以此處為總站。

## 歷史
- 1977年8月16日：九巴59線(來往白角)及61線(來往元朗)由新墟的屯門新市(近屯門站)延長至現址，是首批進駐此總站的巴士路線。同年8月23日開辦途經青山公路往返荃灣碼頭的52A線。
- 1978年5月8日：九龍巴士66線投入服務，同日52A線取消。
- 1980年5月6日：九龍巴士66M線開辦。
- 1988年8月16日：九龍巴士66X線投入服務。
- 1993年2月15日：九龍巴士66P線投入服務。
- 2013年9月28日：配合屯門公路巴士轉乘站全面啟用，66線取消服務[1]。
- 2014年10月11日：配合屯門區巴士路綫重組，66P線取消服務，由66M線改經青雲路取代[2]。

## 總站路線資料

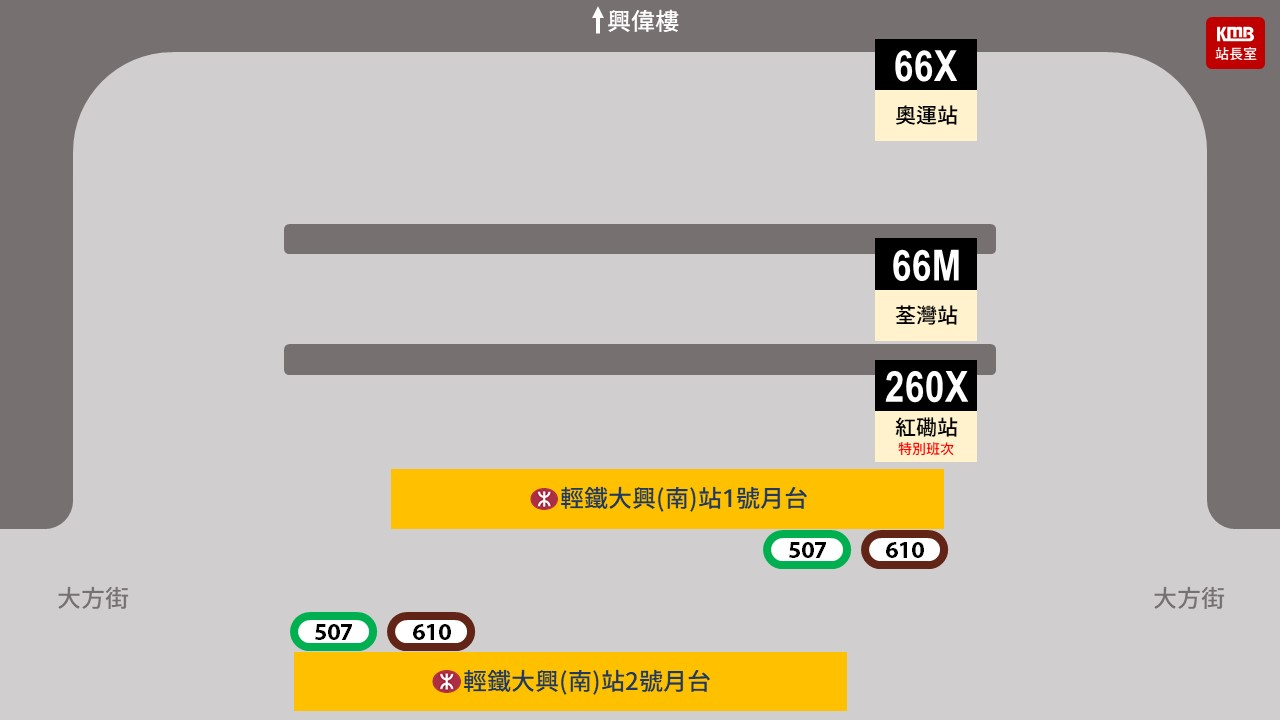
大興巴士總站平面圖（截至2021年12月）

### 九龍巴士66M線
- 屯門（大興邨） ↔ 荃灣（如心廣場）

本線提供大興邨、山景邨、屯門工業區往來荃灣的巴士服務，於1980年5月6日起投入服務。

### 九龍巴士66X線
- 屯門（大興邨） ↔ 奧運站

提供屯門大興、山景及屯門工業區往來長沙灣、深水埗、旺角及大角咀的巴士服務。於1988年8月16日起投入服務。

### 九龍巴士260X線（特別班次）
- 屯門（大興邨） → 紅磡站

提供屯門大興及屯門市中心往來佐敦及尖沙咀的巴士服務，為260X線的特別班次，只在平日上午繁忙時間於大興開出2班（0735、0805）。

## 外部連結
- 九巴（页面存档备份，存于）